# Mirko Perényi
Mirko (Emerik) III. Perényi (lat. Emericus Perenius, mađ. Perényi (III.) Imre) (? – ?, 5. veljače 1519.), ugarski velikaš, ugarski palatin (1504. – 1519.) i hrvatski ban (1512. – 1513.).

## Životopis
Godine 1504. postao je ugarski palatin i tu dužnost obnaša do kraja života. Bio je jedan od vođa dvorske stranke i protivnik odluke o zabrani izbora stranaca na hrvatsko-ugarsko prijestolje, iako ju je naposljetku potpisao. Za odsutnosti kralja Vladislava II. (1490. – 1516.), koji je boravio u Češkoj 1509. godine, upravljao je kao namjesnik zemljom. Zajedno s dijelom velikaša planirao je oduzeti Mlečanima Dalmaciju tijekom njihova sukoba s Cambraiskom ligom.
Od 1512. godine obnašao je dužnost hrvatskog bana, a od 1513. i dužnost vrhovnog kapetana kraljevstva, zajedno s Ivanom Zapoljom. Bio je jedan od supotpisnika sporazuma iz 1515. godine, potpisanog između kralja Vladislava II. Jagelovića i rimsko-njemačkog cara Maksimilijana I. Habsburškoga, kojim je Habsburgovcima bilo osigurano pravo na hrvatsko-ugarsko prijestolje u slučaju izumrća Vladislavove loze. Na temelju tih zasluga, car Maksimilijan I. podijelio mu je 1517. godine nasljedni naslov državnog kneza u Svetom Rimskom Carstvu.

## Vanjske poveznnice
- Perényi, Mirko Hrvatska enciklopedija

| Vladarske titule                | Vladarske titule         | Vladarske titule                      |
| ------------------------------- | ------------------------ | ------------------------------------- |
| prethodnik Andrija Bot od Bajne | hrvatski ban 1512.-1513. | nasljednik Petar Berislavić Trogirski |